# Araca la Cana
Araca la Cana es una murga uruguaya fundada en febrero de 1934 por los "canillitas" (vendedores ambulantes de diarios) del barrio montevideano de Paso Molino. 

## Historia
Sus inicios fueron en invierno de 1934. José María «Catusa» Silva fue director responsable de la murga pero también director escénico y letrista de la murga por cincuenta años, junto a Fredy López y Lilián Silva.
Ha recibido tres primeros premios en el concurso oficial de murgas en 1948, 1969 y 1997.
Se la conoció como “La Bruta” en los años 1940, cuando su director escénico era Cipriano «Pianito» Castro. A mediados de los años 1980 Jaime Roos compuso Brindis por Pierrot, canción interpretada por el «Canario» Luna que dice «no se acuerdan de la Bruta, con Pianito en su lugar». Tres décadas después pasó a ser conocida como La «La compañera» o «La murga compañera».
En 2024, después de la segunda rueda fueron sancionados con la quita de veinticuatro puntos por demorar para bajar del escenario del Teatro de Verano y no pasaron a la liguilla.

## Posiciones
- Posiciones obtenidas en el concurso oficial desde 1935 hasta la actualidad:

| 1948 | 1969 | 1993 | 1994 |
| ---- | ---- | ---- | ---- |
| 1º   | 1º   | 12º  | 4º   |

| 1995 | 1996 | 1997 | 1998 | 1999 | 2000 | 2001 | 2002 | 2003 | 2004 | 2005 | 2006 | 2007 | 2008 | 2009 |
| ---- | ---- | ---- | ---- | ---- | ---- | ---- | ---- | ---- | ---- | ---- | ---- | ---- | ---- | ---- |
| 3º   | 4º   | 1º   | 8º   | 11º  | 5º   | 7º   | 10º  | 13º  | 16º  | 9º   | 5º   | 12º  | 14º  | 12º  |

| 2010 | 2011 | 2012 | 2013 | 2014 | 2015 | 2016 | 2017 | 2018 | 2019 | 2020 | 2021 | 2022 | 2023 | 2024 | 2025 |
| ---- | ---- | ---- | ---- | ---- | ---- | ---- | ---- | ---- | ---- | ---- | ---- | ---- | ---- | ---- | ---- |
| 18º  | 18º  | 8º   | 12º  | 17º  | -    | 16º  | 13º  | 17º  | 7º   | 19º  | -    | 15°  | -    | 21º  | 21º  |

     Obtuvo el 1.er Premio.
     No accedió a la liguilla.
     No pasó la prueba de admisión.
     No accedió a la segunda rueda.
     No se realizó el concurso oficial de carnaval debido a la pandemia de COVID-19.

## Otras distinciones

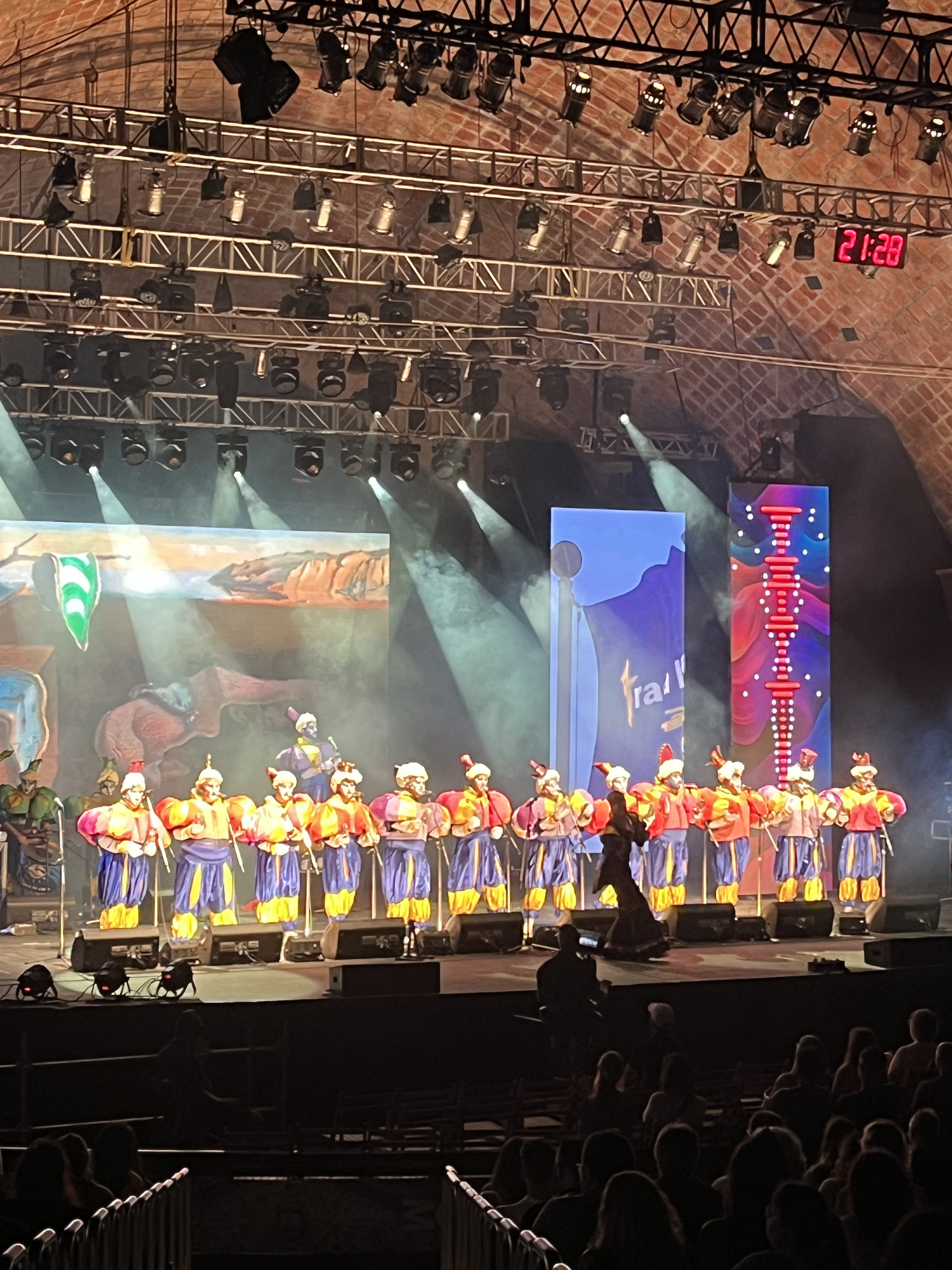
Araca la Cana en 2024.

- 21 de julio de 1990, distinción de la Junta Departamental de Montevideo por la obtención de la Personería Jurídica.
- 1992, Mención a la Mayor receptividad Popular. Círculo de Periodistas.
- 1995, Premio Morosoli a la Cultura Uruguaya otorgado por la Sociedad Lolita Rubial, Minas, Lavalleja.
- 1996, Declarada de Interés Ministerial por el Ministerio de Educación y Cultura.
- 1996, Declarada de Interés Ministerial por el Ministerio de Relaciones Exteriores.
- 1996, Declarada de Interés Ministerial por el Ministerio de Turismo.
- 1996, Declarada de Interés Municipal por la Intendencia Municipal de Montevideo.
- Declarada de Interés Social por la Facultad de Sicología. Universidad de la República.
- 1996, gira artística por España realizando actuaciones en Madrid, Barcelona, Castells de Fells y Palma de Mallorca.
- 1997, Premio “A.G.A.D.U.” a Catusa Silva. La Musa Inspiradora por su labor autoral y discográfica.
- 1998, gira artística por EE. UU. y Canadá frustrada por la Cónsul Norteamericana Denis Dolland. Negando las visas a tal efecto.
- 8 de septiembre de 2000, Declarada Visitantes Ilustres de la Ciudad por el Gobierno Autónomo de Buenos Aires, Argentina.
- mayo de 2001, Premiada en la Ciudad de Mar del Plata en el centro cultural Auditórium por la Subsecretaria de Cultura de la Provincia de Bs. As, en Argentina.
- 2002, Premio Más otorgado a Catusa Silva por trayectoria en Colonia del Sacramento, Uruguay.
- 2005, la Intendencia de Montevideo también le hace un homenaje en sus 70 años a la murga Araca la Cana colocando en la Plazoleta Arq. Juan Pablo Terra allí donde naciera dicha murga, una placa recordatoria en su honor.
- 2006, gira de Araca la Cana por Francia durante 3 meses contratada por la Federación de Músicos de dicho país.
- 2007, en el Carnaval de Cádiz, España sale la comparsa llamada Araka la Kana en su homenaje, obteniendo primer premio.
- 2007, gira por España declarada de Interés Nacional por el Ministerio de Educación y Cultura, Ministerio de Relaciones exteriores y Presidencia de la República. También declarada de Interés turístico por el Ministerio de Turismo y Deportes. Su duración fue de 45 días invitada por prensa y autoridades Españolas (Cádiz, Vigo, Carballo, Ferrol, Comillas, Oviedo, Santander, Santoña, Madrid, Alicante, San Sebastián, Castelldefels, Rubí, Girona).

## Discografía
Araca la Cana ha grabado 31 discos. Nueve han resultado Discos de Oro y 1 Disco de Platino.
Ha compartido escenario con Larbanois Carrero, Pablo Estramín, Manuel Capella, Los Zucará, Rubén Rada, Víctor Heredia, Jaime Roos, Los Olimareños, Alfredo Zitarrosa, El Sabalero, Carlos Molina, Numa Moraes, Daniel Viglietti, entre otros.